# Callohesma megachlora
Callohesma megachlora är en biart som först beskrevs av Exley 1974.  Callohesma megachlora ingår i släktet Callohesma och familjen korttungebin. Inga underarter finns listade.